# Baetoidea
Baetoidea es una superfamilia de insectos del orden de los efemerópteros, que probablemente incluye las especies vivientes más primitivas de este orden.

## Descripción
El cuerpo es de color amarillo-marrón claro a marrón oscuro o negro y mide entre 3 y 14 milímetros de largo. Los adultos de este grupo tienen dos colas (cercos), las ninfas tienen tres cercos. El macho tiene los ojos facetados más o menos hinchados.
Las alas generalmente son claras sin ningún diseño especial en color, pero a menudo son ligeramente amarillas en el frente. Las horquillas son largas, redondeadoa, pero no tan puntiagudas como las de algunos otros grupos de la familia. Las alas traseras son pequeñas o pueden reducirse considerablemente.

## Familias
Se reconocen las siguientes familias:
- Ameletopsidae
- Ametropodidae
- Baetidae
- Oniscigastridae
- Siphlonuridae